# Quatre Quatuors
Quatre Quatuors (Four Quartets) est un ensemble de quatre poèmes écrits par T. S Eliot et publiés séparément sur une période de six ans, entre 1936 et 1942, avant d'être réunis ensemble en 1943. Le premier poème, Burnt Norton, est publié dans un recueil de ses premières œuvres (Collected Poems 1909-1935). Après quelques années, Eliot compose les trois autres poèmes, East Coker, Les Dry Salvages et Little Gidding, écrits pendant la Seconde Guerre mondiale et les raids aériens menés sur la Grande-Bretagne. Ils ont d'abord été publiés en tant que série par ''Faber et Faber'' en Grande-Bretagne entre 1940 et 1942, vers la fin de la carrière poétique d'Eliot (East Coker en septembre 1940, Burnt Norton en février 1941, The Dry Salvages en septembre 1941 et Little Gidding en 1942). Les poèmes n’ont été publiés ensemble que lorsque l’éditeur new-yorkais d’Eliot les a imprimés ensemble en 1943.
Les Quatre quatuors sont quatre méditations qui ont pour thème commun la relation de l'homme avec le temps, l'univers et le divin. Eliot y mêle son anglo-catholicisme avec des œuvres mystiques, philosophiques et poétiques de l'Est, des traditions religieuses et culturelles occidentales, avec des références à la Bhagavad-Gita et aux présocratiques ainsi que St Jean de la Croix et Julienne de Norwich. Ils suivent une structure semblable, étant chacun composé de cinq sections, dont chacune reprend un thème. Les sections se répondent ainsi les unes aux autres entre les poèmes, créant une structure musicale en échos, d'où provient le titre.

## Contexte
Tout en travaillant sur sa pièce de théâtre Meurtre dans la cathédrale, Eliot a l’idée d’un poème structuré de la même manière que La Terre vaine. Le poème qui en résulte, Burnt Norton, est publié dans l'édition de 1936 de ses Collected Poems 1909-1935. Eliot décide ensuite de créer un autre poème semblable à Burnt Norton, mais se déroulant dans un autre lieu. Ce second poème, East Coker, est achevé et publié à Pâques 1940. Il est situé dans un lieu du même nom, qu'Eliot a visité en 1937, où avaient habité ses ancêtres et où ses cendres reposent maintenant, à l’église St. Michael.
Quand Eliot achève le deuxième poème de la série, la Seconde Guerre mondiale éclate, puis commence à bouleverser sa vie. Il donne des conférences à travers la Grande-Bretagne et propose à plusieurs reprises son aide durant la guerre. C'est à cette époque qu'il commence à travailler sur Les Dry Salvages, le troisième poème, composé vers la fin de 1940. Ce poème est publié en février 1941 et Eliot commence immédiatement son quatrième poème, Little Gidding. Cependant, sa santé décline ; il reste à Shamley Green en convalescence. Sa maladie et la guerre perturbent sa capacité à écrire : Eliot est à l'époque mécontent de chaque projet. Il n'est pas satisfait et s'interroge sur ses capacités poétiques ; il pense également avoir écrit le poème trop rapidement. En septembre 1941, il cesse d'écrire et se concentre sur ses conférences. Ce n'est qu'en septembre 1942 qu'il termine Little Gidding et le publie.
C'est dès l'écriture d'East Coker qu'Eliot décide de composer un "quatuor" de poèmes reflétant l'idée des quatre éléments et, approximativement, des quatre saisons. De même que les quatre premières parties de La Terre vaine, les quatre poèmes des Quatre Quatuors sont associés à l'un des quatre éléments classiques. : air (BN), terre (EC), eau (DS) et feu (LG). Cependant, les saisons individuelles sont peu pris en charge dans le poème, par rapport au traitement qu'on trouve dans La Terre vaine.

Eliot a décrit ce qu'il entendait par « quatuor » dans une lettre du 3 septembre 1942 à John Hayward : 
 ... ces poèmes sont tous dans une forme particulière que j'ai élaborée, et le mot "quatuor" me semble inciter les gens à être sur la bonne voie pour les comprendre (la sonate est en tout cas trop musicale). Cela me suggère l'idée de faire un poème en tissant ensemble trois ou quatre thèmes superficiellement indépendants: le "poème" est le degré de succès avec lequel ils peuvent en faire un nouveau tout. 
Les quatre poèmes composant Quatre quatuors ont d'abord été publiés ensemble en tant que recueil à New York en 1943, puis à Londres en 1944. Le titre original devait être le Kensington Quartets, d'après son séjour à Kensington. Les poèmes ont été conservés séparément aux États-Unis jusqu'à ce qu'ils soient rassemblés en 1952 en tant que Complete Poems and Plays d'Eliot, et au Royaume-Uni en 1963 dans le cadre des Complete Poems (1909-1962). Cet écart de rassemblement des quatuors avec le reste de la poésie d'Eliot en a fait une œuvre séparée du reste, même s'ils résultaient d'un développement de ses poèmes précédents.

### La Seconde Guerre mondiale
Le déclenchement de la Seconde Guerre mondiale, en 1939, convainc Eliot qu'il y a quelque chose de valable à défendre dans la société et que l'Allemagne doit être stoppée. Eliot fait peu mention de la guerre dans ses écrits, à l'exception de quelques textes tels que "Defence of the Islands". La guerre est devenue centrale dans Little Gidding, comme l'a ajouté Eliot dans certains aspects de sa propre expérience, alors qu'il était gardien chez Faber pendant le blitz de Londres. Les quatuors ont été écrits pour donner de l’espoir pendant la guerre et aussi pour un mouvement de réveil religieux ultérieur . Dans Little Gidding, la Seconde Guerre mondiale n’est pas seulement l’époque actuelle, elle est également liée à la guerre civile anglaise.

## Structure
Chaque poème a cinq sections. Les derniers poèmes se rattachent aux sections précédentes, Little Gidding synthétisant les thèmes des poèmes précédents dans ses sections. Dans la poésie d’Eliot, les cinq sections font écho aux cinq sections de La Terre vaine. Cela permet à Eliot de structurer ses plus grands poèmes, avec lesquels il avait de la difficulté.
Selon CK Stead, la structure est basée sur :
1. Le mouvement du temps, dans lequel sont capturés de brefs moments d'éternité.
2. Expérience mondaine menant à l'insatisfaction .
3. Purgation dans le monde, privant l'âme de l'amour des choses créées.
4. Une prière lyrique pour, ou l'affirmation du besoin d'intercession .
5. Le problème de la complétude artistique, qui devient un analogue et se confond avec le problème de la santé spirituelle.

Ces points peuvent être appliqués à la structure de La Terre vaine, bien qu'il ne s'agisse pas nécessairement de leur réalisation, mais simplement d'un désir ardent ou d'une discussion.

### Burnt Norton
Le poème commence par deux épigraphes tirées des fragments d'Héraclite : 
τοῦ λόγου δὲὲἐό
ς ἰδίαν ἔχοντες φρόνησιν
I. p.   77. Fr. 2
δὸς νω κτω ί
I. p.   89 fr. 60.
Le premier peut être traduit par: "Bien que la sagesse soit commune, beaucoup vivent comme s'ils possédaient la sagesse de leur choix"; la seconde, "le chemin qui monte et celui qui descend est un seul et même".
Le concept et l'origine de Burnt Norton sont liés à la pièce de théâtre d'Eliot, Murder in the Cathedral. Le poème traite de l'idée du temps et du concept selon lequel seul le moment présent compte vraiment, car le passé ne peut être changé et l'avenir est inconnu.
Dans la partie I, le je lyrique tente de se concentrer sur le moment présent en se promenant dans un jardin, et se concentrant sur des images et des sons tels que l'oiseau, les roses, les nuages et un bassin vide. Dans la deuxième partie, la méditation du je lyrique l'amène à atteindre "le point d'immobilité" dans lequel il n'essaie pas d'aller nulle part ou à faire l'expérience du lieu et / ou du temps, mais plutôt à "faire l'expérience d'une grâce de sens". Dans la troisième partie, l'expérience de méditation devient plus sombre à mesure que la nuit tombe, et dans la quatrième partie, il fait nuit et "Le temps et la cloche ont enseveli le jour". Dans la cinquième partie, le narrateur parvient à une fin contemplative de sa méditation, en considérant d'abord les arts ("Mots" et "musique") dans la mesure où ils se rapportent au temps. Le narrateur s'intéresse particulièrement à l'art du poète de manipuler "des mots [qui] fatiguent / craquent et se cassent parfois sous le fardeau [du temps], sous la tension, glissent, glissent, périssent, se décomposent avec imprécision rester en place, / ne restera pas immobile." En comparaison, le narrateur conclut que "l’amour est lui-même immobile, / seule la cause et la fin du mouvement, / intemporel et indésirable". Pour cette raison, cette expérience spirituelle de "l'amour" est la forme de conscience qui intéresse le plus le narrateur (probablement plus que l'acte créateur d'écrire de la poésie).

### East Coker
Eliot commence à écrire East Coker en 1939 et modèle le poème d'après Burnt Norton comme un moyen de concentrer ses pensées. Le poème est une sorte d'opposé à l'idée populaire selon laquelle The Waste Land était l'expression d'une désillusion après la Première Guerre mondiale, bien qu'Eliot n'ait jamais accepté cette interprétation. Le poème se concentre sur la vie, la mort et la continuité entre les deux. Les humains sont perçus comme désordonnés et la science comme incapable de préserver l’humanité de ses défauts. Au lieu de cela, la science et la raison conduisent l’humanité à la guerre et l’humanité doit devenir humble pour échapper au cycle de la destruction. Pour être sauvés, les gens doivent reconnaître que Christ est leur sauveur et leur besoin de rédemption.

### Les Dry Salvages
Eliot a commencé à écrire Les Dry Salvages à la fin de 1940 lors de raids aériens à Londres et a réussi à terminer le poème rapidement. Le poème comprenait de nombreuses images personnelles se rapportant à l’enfance d’Eliot et mettait en valeur l’image de l’eau et de la voile comme métaphore de l’humanité. Selon le poème, il existe un lien avec tous les hommes au sein de chaque homme. Si nous acceptons seulement la dérive sur la mer, nous finirons par nous briser sur des rochers. Nous sommes limités par le temps, mais l'Annonciation a donné à l'humanité l'espoir de pouvoir s'échapper. Cet espoir ne fait pas partie du présent. Ce que nous devons faire, c'est comprendre les schémas trouvés dans le passé afin de voir qu'il y a un sens à trouver. Ce sens permet de faire l'expérience de l'éternité à travers des moments de révélation.

### Little Gidding
Little Gidding est commencé juste après Les Dry Salvages mais est retardé par la dégradation de sa santé et son mécontentement face aux premières ébauches du poème. Eliot n'a pas pu terminer son poème avant septembre 1942. À l'instar des trois précédents poèmes des quatuors, le thème central est le temps et la place de l'humanité en son sein. Chaque génération est apparemment unie et le poème décrit une unification au sein de la civilisation occidentale. Lors de la discussion sur la Seconde Guerre mondiale, le poème affirme que l’humanité a le choix entre le bombardement de Londres et le Saint-Esprit. L'amour de Dieu permet à l'humanité de se racheter et d'échapper à l'enfer vivant par la purification par le feu; il a tiré la coda affirmative "Tout ira bien" du mystique médiéval Julian de Norwich. La fin du poème décrit comment Eliot a tenté d'aider le monde en tant que poète. Son travail linguistique s'apparente à celui de travail sur l'âme ou de travail sur la société.

## Motifs
Eliot estime que même si un poème peut signifier différentes choses pour chaque lecteur, le sens "absolu" du poème doit être découvert. La signification centrale des quatuors est de se connecter à la tradition littéraire européenne en plus de ses thèmes chrétiens. Il cherche également à s'unir à la littérature européenne pour former une unité, en particulier dans la création par Eliot d'un "fantôme composé connu" censé se connecter à des personnes telles que Stéphane Mallarmé, Edgar Allan Poe, Jonathan Swift et William Butler Yeats.

### Le temps
Le temps est considéré comme irrécupérable et problématique, alors que l'éternité est belle et vraie. Vivre sous l'influence du temps est un problème. Dans la section 3 de Burnt Norton, les personnes piégées dans le temps ressemblent à celles coincées entre la vie et la mort dans Inferno Canto Three. Quand Eliot traite du passé dans The Dry Salvages, il souligne son importance pour lutter contre l'influence de l'évolution en encourageant les gens à oublier le passé et en se préoccupant uniquement du présent et de l'avenir. Le présent est capable de rappeler toujours le passé. Ces moments reposent également sur l’idée de Krishna dans la Bhagavad-Gita selon laquelle la mort peut survenir à tout moment et que la volonté divine est plus importante que l’avenir.
Le critique jésuite William F. Lynch, qui croyait que le salut se produisait dans le temps et non en dehors de celui-ci, tente expliquer ce que Eliot tentait de faire dans les quatuors : {{citationil est difficile de dire non à l'impression, si je puis utilisez un mélange de mes propres symboles et des siens, pour que l’imagination chrétienne se limite finalement à l’élément feu, au jour de la Pentecôte, à la descente du Saint-Esprit sur les disciples. La révélation de l'éternité et du temps est une intersection (...). Il ne semble pas inopportun de supposer que l'imagination d'Eliot (et n'est-ce pas une théologie?) Est-elle animée de points d'intersection et de descendance}}. Il poursuit en se concentrant sur la manière dont le temps opérait dans le poème: « Il semble placer notre foi, notre espoir et notre amour, non pas dans le flux temporel, mais dans les instants. Je suis sûr que son esprit s'intéresse à la ligne et au temps de Christ, dont l'Esprit est son flux total. Mais je ne suis pas si sûr de son imagination. Est-ce ou n'est-ce pas une imagination qui est sauvée de la nausée ou de la terreur du temps par des points d'intersection? (...) Il semble y avoir peu de doute qu'Eliot soit avant tout attiré par l'image et le but de l'immobilité, et que, dans tout ce qu'il cherche, il cherche des approximations de ce but dans l'ordre humain. »Lynch a ensuite souligné que cette compréhension du temps incluait des influences asiatiques.
À travers les poèmes, la fin devient le début et les choses se répètent constamment. Cette utilisation du temps circulaire est semblable à la façon dont Dante utilise le temps dans sa Divine Comedy - Little Gidding se termine par une image de roseraie identique à celle de Burnt Norton dans le jardin. La répétition du temps affecte la mémoire et la façon dont on peut voyager à travers son propre passé pour trouver la permanence et le divin. La mémoire dans le poème est semblable à la façon dont Saint Augustin en a parlé, en ce sens que la mémoire permet de comprendre les mots et la vie. La seule façon de découvrir l'éternité consiste à utiliser la mémoire, à comprendre le passé et à transcender le temps. De même, dans la vision augustinienne qu'Eliot partage, des mots intemporels sont connectés au Christ en tant que Logos et à la manière dont le Christ fait appel à l'humanité pour le rejoindre dans le salut.

### La musique
Le titre Quatre Quatuors est lié à la musique, ce qui apparaît également dans les poèmes d'Eliot Préludes, Rhapsodie dans une nuit venteuse et A Song for Simeon, ainsi que dans une conférence intitulée The Music of Poetry. Certains critiques suggèrent qu’Eliot s’est concentré sur diverses œuvres classiques tout en écrivant ces pièces. En particulier, la critique littéraire insiste sur le fait que Beethoven sert de modèle. Certains ont contesté cette affirmation. Cependant, la biographie de T. S Eliot par Lyndall Gordon établit qu'Eliot avait en tête Beethoven en les écrivant. L’objectif du quatuor était d’avoir plusieurs thèmes qui s’entrelacent. Comme dans l'image musicale, chaque section serait distincte même si elles partagent la même performance. East Coker et The Dry Salvages sont écrits de manière à rendre les poèmes continus et à créer un "double quatuor".

### Dante et le christianisme
Les critiques ont comparé Eliot à Yeats. Yeats croyait que nous vivions dans un monde cyclique, en disant: « S'il est vrai que Dieu est un cercle dont le centre est partout, le saint va au centre, le poète et l'artiste au cercle où tout revient » . Eliot croyait qu'un tel système était bloqué dans le temps. Il a été influencé par la lecture de Dante par Yeats. Cela apparaît dans le Mercredi des cendres, en changeant le "désir d'absolution" de Yeats pour le remplacer par une approche humaniste. Quand Eliot écrit sur des sujets personnels, il a tendance à utiliser Dante comme point de référence. Il s'est également appuyé sur les images de Dante: l'idée du "feu de raffinage" des Quatre Quatuors et de La Terre vaine vient du Purgatoire, et les images célestes de roses et de feux du Paradis apparaissent dans la série.
Si la chanson d'amour de J. Alfred Prufrock, Gerontion, The Waste Land et The Hollow Men sont l' enfer de Eliot, le mercredi des cendres semble être un purgatoire et les quatre quatuors, un paradis.. Les quatre quatuors abandonnent le temps, selon la conception de Dante de l'Empyrean, et permettent aux contraires de coexister ensemble. En tant que tel, les gens peuvent faire l'expérience de Dieu directement tant qu'ils savent qu'ils ne peuvent pas le comprendre ou le comprendre pleinement. Eliot essaie de créer un nouveau système, selon Denis Donoghue, dans lequel il est capable de décrire un christianisme qui ne soit pas limité par des vues antérieures qui sont tombées en disgrâce dans la société moderne ou contredites par la science. Eliot a estimé qu'il n'était pas censé prêcher un système théologique en tant que poète, mais exposer le lecteur aux idées de la religion. Eliot déclare en 1947: « si nous apprenons à lire de la poésie bien, le poète ne nous persuade de croire quoi que ce soit » et « Ce que nous apprenons de Dante, ou la Bhagavad-Gita, ou toute autre poésie religieuse est ce que l' on ressent à croire cette religion » 
.
Selon Russell Kirk, « il n’est pas non plus possible d’apprécier Eliot — que l’on soit d’accord ou non avec lui — si on arrive à Four Quartets avec des aveugles idéologiques. Il faut se rappeler que l'idéologie est la tentative de supplanter les dogmes religieux par des dogmes politiques et scientifiques. Si le premier postulat est que la religion doit être un piège et une illusion, par exemple, il s'ensuit qu'Eliot devient un ennemi à attaquer plutôt qu'un pèlerin dont on peut admirer le journal, même si l'on ne croit pas cette quête » .

### Krishna
La poésie d'Eliot regorge d'images religieuses allant au-delà de celles communes au christianisme: les quatuors jouent des récits hindous mettant l'accent sur la Bhagavad Gita du Mahabharata. Eliot est allé jusqu'à marquer où il fait allusion aux histoires hindoues dans ses éditions du Mahabharata en incluant une page ajoutée comparant les scènes de bataille à The Dry Salvages.

## Réception critique
La série achevée fait l’objet d’examens divisés aux États-Unis, alors que celle-ci a été globalement bien accueillie par les Britanniques. Les critiques américains ont aimé la poésie, mais beaucoup n’ont pas apprécié le contenu religieux de l’ouvrage ni le fait qu’Eliot ait abandonné les aspects philosophiques de sa poésie antérieure. La réponse britannique était liée à l'esprit nationaliste d'Eliot et son travail a été reçu comme une série de poèmes destinés à aider le pays pendant les périodes difficiles. Santwana Haldar est même allé jusqu'à affirmer que « les Quatre Quatuors ont été universellement considérés comme le couronnement du travail accompli par Eliot dans la poésie religieuse, un appel à tous, y compris à ceux qui ne partagent pas le credo chrétien orthodoxe ».
George Orwell croyait exactement le contraire. Il affirme : « Il est clair que quelque chose est parti, une sorte de courant a été éteint, le dernier verset ne contient pas le précédent, même si cela est prétendu comme une amélioration (...). Il ne ressent pas vraiment sa foi, il l'affirme, pour des raisons complexes. Cela ne lui donne pas en soi une nouvelle impulsion littéraire » . Des années plus tard, Russell Kirk écrivait: « Je ne peux pas convenir avec Orwell qu'Eliot n'a donné qu'un assentiment mélancolique à des doctrines maintenant incroyablement incroyables. Au cours des 25 dernières années, les critiques les plus sérieux - qu'ils trouvent ou non la foi chrétienne impossible - ont trouvé dans les Quatuors les plus grandes réalisations du XXe siècle en matière de poésie de la philosophie et de la religion ». Comme Orwell, Stead a également remarqué une différence entre la première poésie d'Eliot des Quatre Quatuors, mais il était en désaccord avec la conclusion d'Orwell: « Quatre Quatuors est une tentative de mettre en un meilleur équilibre exactement la volonté et l'imagination créatrice, il tente d'exploiter la création l'imagination qui, dans toute la poésie précédente d'Eliot, suivait son propre chemin, édité mais non dirigé consciemment. La réalisation est d'un ordre élevé, mais les meilleures qualités de Four Quartets sont inévitablement différentes de celles de The Waste Land ».
Les premiers critiques américains étaient divisés sur les aspects théologiques de l'œuvre. FR Leavis, dans Scrutiny (été 1942), a analysé les trois premiers poèmes et expliqué comment le verset « explore ses réalités concrètes au-delà de la monnaie conceptuelle » au lieu de leurs thèmes chrétiens. Muriel Bradbrook, dans Theology (mars 1943), fait le contraire de FR Leavis et souligne comment Eliot capture l'expérience chrétienne en général et son rapport à la littérature. Dans le numéro du printemps 1943 de Scrutiny, DW Harding discute de l’image de la Pentecôte, mais n’explique pas son lien avec le christianisme d’Eliot. Bien qu'il apprécie le travail d'Eliot, Paul Goodman estime que le désespoir trouvé dans le poème signifie qu'Eliot ne peut être un poète chrétien. John Fletcher a estimé que la compréhension du salut par Eliot ne pouvait pas aider le monde réel, alors que Louis Untermeyer pensait que tout le monde ne comprendrait pas les poèmes.
De nombreux critiques ont souligné l'importance des thèmes religieux dans le poème. Vincent Bucklet a déclaré que les Quatuors « présupposent que certaines valeurs sont nécessaires à leur structure même en tant que poèmes, mais consacrent cette structure à la remise en question de leur signification et de leur pertinence. Toute l’œuvre est en fait l’exemple le plus authentique que je connaisse dans la poésie moderne d’une méditation satisfaisante entre la religion et la poésie. Tout au long de cette expérience, nous ne percevons pas simplement la constitution d’une forme poétique complexe sur la base d’expériences déjà vécues, mais une énergie constante, une activité toujours présente de pensée et de ressenti ». Dans son analyse des approches relatives à l'apocalypse et aux religions dans la poésie britannique, MH Abrams affirme : « Même après un quart de siècle, les quatuors de TS Eliot n'ont pas perdu leur statut de poème remarquablement "moderne" ; ses méditations évolutives ne variations complexes sur le design et les motifs de la représentation romantique du progrès de l'éducation des poètes ».
Les critiques de la fin du 20e siècle et du début du 21e siècle ont continué à mettre l'accent sur l'importance de la religion. Craig Raine a souligné: "Indéniablement, Four Quartets a ses défauts - par exemple, la tautologie élémentaire des "femmes inquiètes et inquiètes" dans la section I des Dry Salvages. Mais les passages documentant en détail indéniable du moment et hors du temps »sont les tentatives les plus réussies de la mystique dans la poésie depuis Wordsworth points de temps dans le Prélude -themselves une refiguration du mystique. Michael Bell a plaidé pour l'universalité au sein de la dimension religieuse des poèmes et a affirmé que les poèmes "étaient véritablement de leur temps en ce sens que, tout en parlant de foi religieuse, ils ne l'ont pas assumée par le lecteur". John Cooper, décrivant les aspects de l’appel de la série, décrit la place du poème dans le contexte historique de la Seconde Guerre mondiale: « Les Quatre quatuors ont parlé de l’esprit au cœur de cette nouvelle crise et, sans surprise, de nombreux lecteurs permettrait non seulement au poème de les emporter, mais aussi à ceux qui en ont très envie ».
Le critique Peter Ackroyd, biographe d’Eliot, a déclaré que, de manière plus profane, « le trait le plus frappant des Quatuors est la façon dont ces séquences sont très soigneusement structurées. Ils se font écho et se répètent, et une séquence dans chaque poème, pour ainsi dire, fait écho à sa séquence associée dans le poème suivant (...). Les Quatre Quatuors sont des poèmes sur une nation et sur une culture extrêmement menacée. En un sens, vous pourriez décrire Les Quatre Quatuors comme un poème de mémoire, mais non pas celui d'un individu, mais celui de toute une civilisation ».

## Traductions françaises
- Poésie  (trad. Pierre Leyris), Seuil (1re éd. 1947)
- Quatre quatuors  (trad. Claude Vigée), Menard Press, 1992[54]